# Kropptjärnen (Orsa socken, Dalarna)
Kropptjärnen är en sjö i Orsa kommun i Dalarna och ingår i Dalälvens huvudavrinningsområde. Sjön har en area på 0,0868 kvadratkilometer och ligger 465,3 meter över havet.

## Delavrinningsområde
Kropptjärnen ingår i det delavrinningsområde (678753-142940) som SMHI kallar för Ovan Snickbäcken. Medelhöjden är 424 meter över havet och ytan är 24,56 kvadratkilometer. Det finns inga avrinningsområden uppströms utan avrinningsområdet är högsta punkten. Rädan som avvattnar avrinningsområdet har biflödesordning 3, vilket innebär att vattnet flödar genom totalt 3 vattendrag innan det når havet efter 330 kilometer. Avrinningsområdet består mestadels av skog (77 procent) och sankmarker (12 procent). Avrinningsområdet har 1,2 kvadratkilometer vattenytor vilket ger det en sjöprocent på 4,9 procent.